# Forêt de la Reine
La forêt domaniale de la Reine est un massif forestier lorrain (France) dit de forêt humide, d'environ 5 000 ha et comprenant plus d'une dizaine d'étangs forestier naturels. Située au pied des côtes de Meuse et au Nord de Toul et au Sud de la Woëvre, la forêt est à la fois un site natura 2000 et une zone importante pour la conservation des oiseaux. Elle est située dans le parc naturel régional de Lorraine.

## Toponymie
Les documents anciens citent la forêt royale de Voivre ou Foresta regia Ermandia. Au XVIIIe siècle, ces citations sont rapprochées de la dénomination du Bois de la Reine, situé près de l'abbaye de Rangéval, au midi de la Voivre. La reine éponyme est la reine Brunehaut souveraine austrasienne assassinée par le roi neustrien Clotaire II le 13 octobre 613. Les rois d'Austrasie possédaient une maison de chasse près du massif forestier de la Reine.

## Espèces
De nombreux oiseaux y sont observés : le gobemouche à collier, six espèces de pics visibles en Lorraine, l'autour, la bondrée, le milan royal, le faucon hobereau et le busard des roseaux.

## Étangs
De nombreux étangs sont hébergés au sein du massif forestier ou bien dans sa périphérie : étang de Rangéval, étang de la Mosée, étang Romé, neuf-étang de Raulecourt et le neuf-étang de Boucq, remarquable par sa roselière, étang de Maux-la Chèvre et étang de Wargévau.

## Communes concernées
La plupart des communes sont situées en Meurthe-et-Moselle, les autres appartiennent au département de la Meuse.
| Ansauville          |  | Jouy-sous-les-Côtes      |  | Rambucourt |
| Boucq               |  | Lagney                   |  | Royaumeix  |
| Broussey-Raulecourt |  | Mandres-aux-Quatre-Tours |  | Sanzey     |
| Hamonville          |  | Ménil-la-Tour            |  |            |